# غرايم أتكينسون
غرايم أتكينسون (بالإنجليزية: Graeme Atkinson)‏ (11 نوفمبر 1971 في المملكة المتحدة - ) هو لاعب كرة قدم بريطاني في مركز الوسط. لعب مع برايتون أند هوف ألبيون وبريستون نورث إيند وسكونثورب يونايتد ونادي روتشديل ونادي ساوثبورت وهال سيتي ونادي سكاربورو وLancaster City F.C. ‏ ونادي تاموورث وسبنيمور يونايتد ‏.

## وصلات خارجية
- غرايم أتكينسون على موقع قاعدة بيانات كرة القدم.إي يو (الإنجليزية)
- غرايم أتكينسون على موقع Soccerbase.com (لاعب) (الإنجليزية)